# Nafta de petróleo
La nafta es un compuesto líquido de hidrocarburos intermedios derivados de la refinación del petróleo crudo. Es usualmente desulfurado y también reformado de forma catalítica, lo que reestructura sus moléculas, además de romper algunos enlaces, en moléculas más pequeñas para producir un componente de alto octanaje de la gasolina.
Hay cientos de fuentes de crudo de petróleo en todo el mundo y cada fuente tiene su propia composición o ensayo único. También hay cientos de refinerías de petróleo en todo el mundo y cada una de ellas está diseñada para procesar ya sea un aceite de crudo específico o tipos específicos de aceites crudos. La nafta es un término general que cada refinería produce con sus propios puntos de ebullición inicial y final únicas y otras características físicas y de composición. Las naftas también pueden producirse a partir de otros materiales tales como el alquitrán de hulla, depósitos de esquisto, arenas de alquitrán y la destilación destructiva de la madera.